# 90140 Gómezdonet
(90140) Gómezdonet, denumire internațională (90140) Gomezdonet, este un asteroid din centura principală de asteroizi.

## Descriere
90140 Gómezdonet este un asteroid din centura principală de asteroizi. A fost descoperit pe 28 decembrie 2002 la Pla D'Arguines de Rafael Ferrando. Asteroidul prezintă o orbită caracterizată de o semiaxă mare de 2,38 ua, o excentricitate de 0,10 și o înclinație de 6,6° în raport cu ecliptica.